# USS Curtis Wilbur (DDG-54)

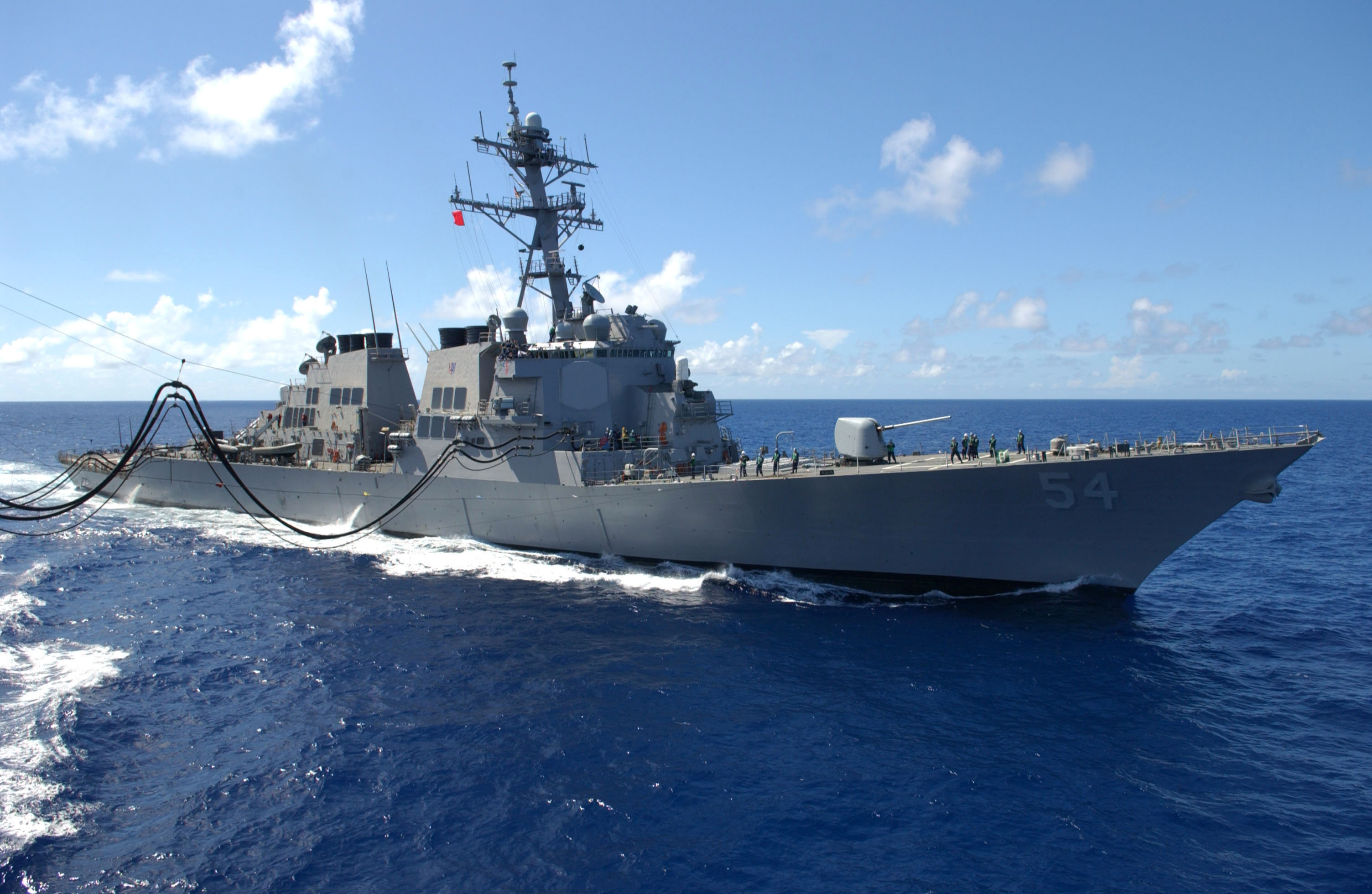
O Curtis Wilbur durante exercícios militares.

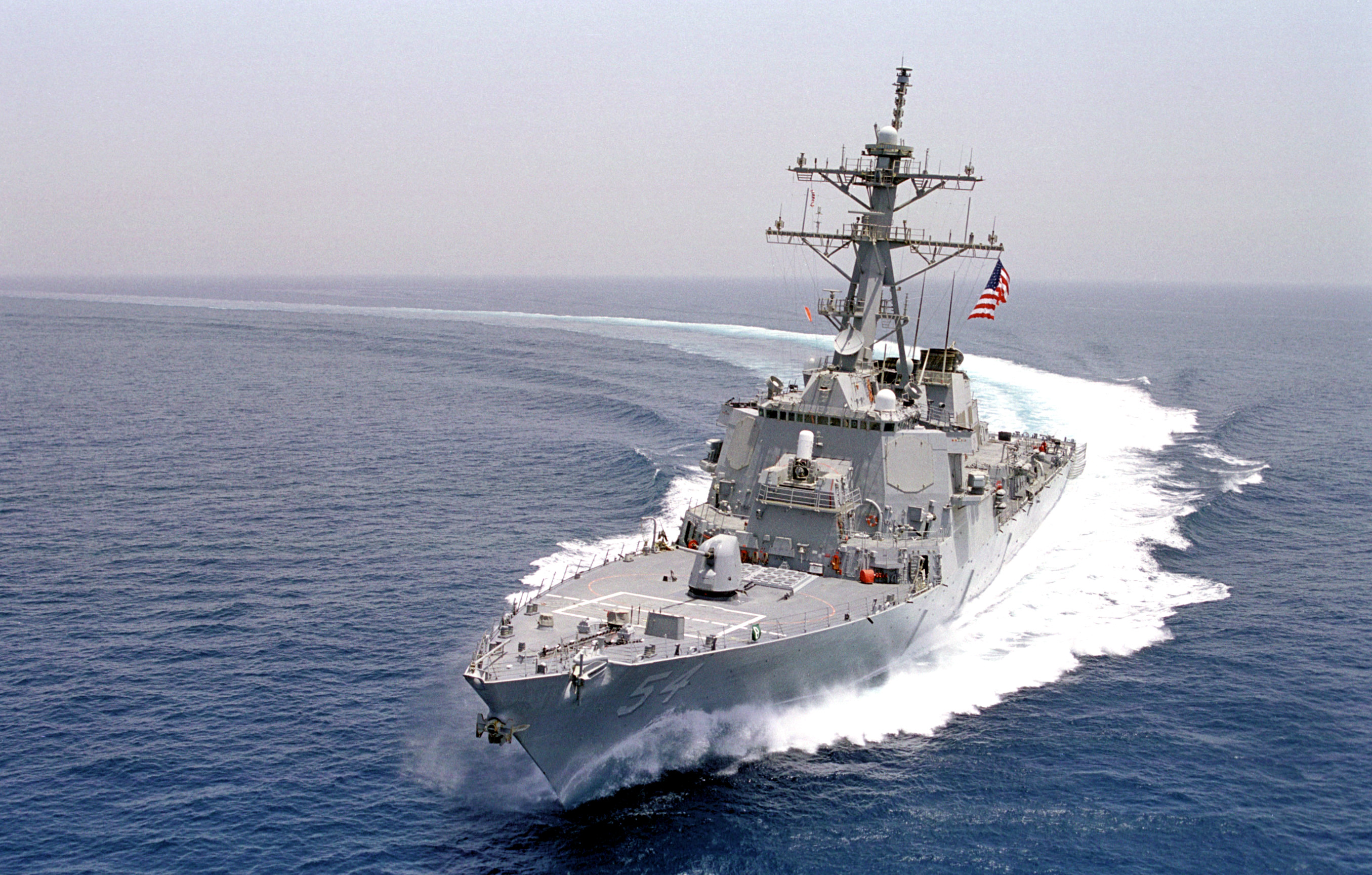
O USS Curtis Wilbur manobrando em mar aberto.

O USS Curtis Wilbur é um destroyer da classe Arleigh Burke pertencente a Marinha de Guerra dos Estados Unidos. O navio recebeu este nome em honra ao antigo Secretário da Marinha Curtis D. Wilbur. Ativo desde 1994, o Curtis Wilbur serviu principalmente na Ásia, ficando por muito tempo estácionado no porto de Yokosuka a serviço da 7ª Frota.